# Krzyż „Cnocie Wojskowej”
Krzyż „Cnocie Wojskowej” – projekt odznaczenia dla żołnierzy Legionów Polskich, będący próbą reaktywowania Orderu Virtuti Militari.
Po pierwszych walkach Legionów Polskich w otoczeniu Józefa Piłsudskiego pojawiła się idea stworzenia własnego odznaczenia przyznawanego polskim legionistom. Tym odznaczeniem miał być Krzyż „Cnocie Wojskowej” nawiązujący w swej tradycji do Orderu Virtuti Militari. Odznaczenie miało być przyznawane za „wybitne czyny bojowe na polu bitwy w obliczu wroga”.
Autorem projektu plastycznego krzyży był Wojciech Jastrzębowski. Projekty zostały przygotowane w Muzeum Techniczno-Przemysłowym w Krakowie przez znanego krakowskiego grawera Stanisława Niemczyka.
Odznaczenie miało kształt krzyża równoramiennego z kulkami na zakończeniach ramion. Na ramionach umieszczono napis w języku polskim „CNOCIE WOJSKOWEJ” co było przetłumaczeniem dewizy „Virtuti Militari”. W środku umieszczono owalną tarczkę w kolorze czerwonym z wizerunkiem orła. Powstały dwie wersje różniące się rodzajem orła. Jedna z orzełkiem strzeleckim bez korony, druga z orłem piastowskim. Ostatecznie zaakceptowano wersję z orłem strzeleckim. Ponadto projektowane krzyże występowały w dwóch wersjach różniących się barwą emalii na ramionach. Krzyż z emalią czarną przeznaczony był dla żołnierzy, biały zaś dla osób cywilnych za prace organizacyjne na rzecz wojska. Powstały, także krzyże z koroną – najprawdopodobniej miały to być egzemplarze wyższych klas orderu.
Pomimo wybicia pierwszych egzemplarzy, projekt upadł. Władze austriackie nie zgodziły się na realizację projektu odznaczenia, uznając go za zbyt polski.